# Bundles
Bundles je osmé studiové album britské skupiny Soft Machine, vydané v březnu 1975 u vydavatelství Harvest Records. Jeho nahrávání probíhalo v červenci předchozího roku ve studiu CBS Whitfield St Studios v Londýně a o produkci se starala skupina sama. Jde o poslední studiové album této skupiny, na kterém se podílel Mike Ratledge jako její člen; na dalším albu Softs hrál již jen v jedné skladbě jako doprovodný hudebník.

## Seznam skladeb
| Pořadí | Název                       | Autor            | Délka |
| ------ | --------------------------- | ---------------- | ----- |
| 1.     | Hazard Profile Part One     | Karl Jenkins     | 9:18  |
| 2.     | Part Two (Toccatina)        | Jenkins          | 2:21  |
| 3.     | Part Three                  | Jenkins          | 1:05  |
| 4.     | Part Four                   | Jenkins          | 0:46  |
| 5.     | Part Five                   | Jenkins          | 5:29  |
| 6.     | Gone Sailing                | Allan Holdsworth | 0:59  |
| 7.     | Bundles                     | Jenkins          | 3:14  |
| 8.     | Land of the Bag Snake       | Holdsworth       | 3:35  |
| 9.     | The Man Who Waved at Trains | Mike Ratledge    | 1:50  |
| 10.    | Peff                        | Ratledge         | 1:57  |
| 11.    | Four Gongs Two Drums        | John Marshall    | 4:09  |
| 12.    | The Floating World          | Jenkins          | 7:12  |

## Obsazení
Soft Machine
- Roy Babbington – baskytara
- Allan Holdsworth – kytara
- Karl Jenkins – hoboj, piano, elektrické piano, sopránsaxofon
- John Marshall – bicí, perkuse
- Mike Ratledge – varhany, elektrické piano, syntezátor

Ostatní
- Ray Warleigh – altflétna, basflétna v „The Floating World“